# Alessio Sabbione
Alessio Sabbione (Genova, 12 dicembre 1991) è un calciatore italiano, difensore o centrocampista del Ligorna.

## Caratteristiche tecniche
Soprannominato Sabbio, è un calciatore polivalente: gioca prevalentemente come difensore centrale, ma può essere schierato anche come terzino destro o come mediano davanti alla difesa. Dotato di forza fisica, è utile soprattutto nello spezzare le azioni di gioco avversarie. Possiede anche una buona abilità negli inserimenti sulle palle inattive.

## Carriera
Dopo due stagioni in Serie D con la Sestrese nelle quali segna una rete in complessive 34 presenze, nella stagione 2010-2011 gioca una partita in Seconda Divisione con la Sanremese; l'anno seguente vince il campionato ligure di Eccellenza con il Sestri Levante, con cui poi nella stagione 2012-2013 gioca in Serie D, campionato nel quale totalizza 29 presenze ed un gol.
L'anno seguente milita nella Nocerina, in Lega Pro Prima Divisione, campionato in cui segna un gol (il suo primo in carriera in competizioni professionistiche) in 17 presenze, rimanendo però inattivo nella seconda parte della stagione a causa dell'esclusione dal campionato dei rossoneri.
Dopo essere rimasto svincolato a causa del fallimento dei molossi, l'anno successivo passa al Carpi dove firma un triennale. Debutta in Serie B contro il Varese il 7 settembre 2014, giocando qualche minuto di gara. Durante la stagione, sotto la guida di Fabrizio Castori, si ritaglia qualche spazio entrando dalla panchina nei minuti finali delle partite (25 presenze, solo 2 da titolare). Inoltre riesce a segnare un gol nella sconfitta interna per 2-1 contro il Pescara del 14 marzo 2015. A fine stagione il Carpi si classifica al primo posto con 80 punti e conquista, per la prima volta nella sua storia, la promozione in Serie A.
L'anno seguente viene ceduto in prestito al Crotone, con cui segna un gol in 11 presenze nel campionato di Serie B, nel quale i calabresi arrivano secondi in classifica ottenendo quindi la prima promozione in Serie A della loro storia.
Terminato il prestito, Sabbione fa ritorno al Carpi, nel frattempo retrocesso in B dopo il terzultimo posto in classifica dell'anno precedente, e vi gioca nella stagione 2016-2017, conclusa dopo le due Finali Play-off contro il Benevento, promosso per la prima volta in Serie A con un pareggio per 0-0 al Cabassi e una vittoria per 1-0 al Vigorito.
Nella stagione 2017-2018 disputa 32 partite in Serie B e segna 2 reti contro il Palermo (sconfitta al Cabassi per 3-1) e contro il Pescara (vittoria per 1-0 all'Adriatico). Il 29 novembre 2017, nel Quarto Turno di Coppa Italia perso per 2-0 contro il Torino, Sabbione indossa per la prima volta la fascia da capitano del Carpi.
Il 27 settembre 2018, scendendo in campo nella sconfitta in trasferta per 2-1 contro lo Spezia, Sabbione raggiunge quota 100 presenze con la maglia biancorossa. La salvezza ottenuta nella stagione 2017-2018 è seguita un anno dopo dalla retrocessione in Serie C, certificata alla penultima giornata dopo la sconfitta per 1-0 contro il Livorno. Sabbione, giocando prevalentemente da difensore centrale, raccoglie 31 presenze e 1 gol nella vittoria per 5-2 all'Arechi contro la Salernitana.
Il 25 luglio 2019 passa a titolo definitivo al Bari, in Serie C. Con i pugliesi totalizza 65 presenze e 4 gol in due stagioni tra campionato e Coppa Italia.
Dopo aver iniziato la stagione con la maglia del Bari, il 31 agosto 2021 viene ceduto al Pordenone in Serie B.
Nell'estate 2022 passa alla Triestina, in Serie C, dove gioca 17 partite prima di passare in prestito all'Alessandria il 26 gennaio 2023, in cui tuttavia non viene impiegato con costanza.
Ad agosto del medesimo anno si accasa alla Lucchese del neo-patron Andrea Bulgarella.

## Statistiche

### Presenze e reti nei club
Statistiche aggiornate al 17 maggio 2025.
| Stagione              | Squadra               | Campionato            | Campionato | Campionato | Coppe nazionali | Coppe nazionali | Coppe nazionali | Coppe continentali | Coppe continentali | Coppe continentali | Altre coppe | Altre coppe | Altre coppe | Totale | Totale |
| Stagione              | Squadra               | Comp                  | Pres       | Reti       | Comp            | Pres            | Reti            | Comp               | Pres               | Reti               | Comp        | Pres        | Reti        | Pres   | Reti   |
| --------------------- | --------------------- | --------------------- | ---------- | ---------- | --------------- | --------------- | --------------- | ------------------ | ------------------ | ------------------ | ----------- | ----------- | ----------- | ------ | ------ |
| 2008-2009             | Sestrese              | D                     | 8          | 0          | CI-D            | 0               | 0               | -                  | -                  | -                  | -           | -           | -           | 8      | 0      |
| 2009-2010             | Sestrese              | D                     | 26         | 1          | CI-D            | 0               | 0               | -                  | -                  | -                  | -           | -           | -           | 26     | 1      |
| Totale Sestrese       | Totale Sestrese       | Totale Sestrese       | 34         | 1          |                 | 0               | 0               |                    | -                  | -                  |             | -           | -           | 34     | 1      |
| 2010-2011             | Sanremese             | SD                    | 1          | 0          | CI              | 0               | 0               | -                  | -                  | -                  | -           | -           | -           | 1      | 0      |
| 2011-2012             | Sestri Levante        | Ecc.                  | 0          | 0          | -               | -               | -               | -                  | -                  | -                  | -           | -           | -           | 0      | 0      |
| 2012-2013             | Sestri Levante        | D                     | 29         | 1          | CI-D            | 0               | 0               | -                  | -                  | -                  | -           | -           | -           | 29     | 1      |
| Totale Sestri Levante | Totale Sestri Levante | Totale Sestri Levante | 29         | 1          |                 | 0               | 0               |                    | -                  | -                  |             | -           | -           | 29     | 1      |
| 2013-2014             | Nocerina              | 1D                    | 17         | 1          | CI-LP           | 0               | 0               | -                  | -                  | -                  | -           | -           | -           | 17     | 1      |
| 2014-2015             | Carpi                 | B                     | 25         | 1          | CI              | 1               | 0               | -                  | -                  | -                  | -           | -           | -           | 26     | 1      |
| 2015-2016             | Crotone               | B                     | 11         | 1          | CI              | 0               | 0               | -                  | -                  | -                  | -           | -           | -           | 11     | 1      |
| 2016-2017             | Carpi                 | B                     | 31         | 1          | CI              | 2               | 0               | -                  | -                  | -                  | -           | -           | -           | 33     | 1      |
| 2017-2018             | Carpi                 | B                     | 32         | 2          | CI              | 2               | 0               | -                  | -                  | -                  | -           | -           | -           | 34     | 2      |
| 2018-2019             | Carpi                 | B                     | 31         | 1          | CI              | 1               | 0               | -                  | -                  | -                  | -           | -           | -           | 32     | 1      |
| Totale Carpi          | Totale Carpi          | Totale Carpi          | 119        | 5          |                 | 6               | 0               |                    | -                  | -                  |             | -           | -           | 125    | 5      |
| 2019-2020             | Bari                  | C                     | 30+3       | 4          | CI-C            | 2               | 0               | -                  | -                  | -                  | -           | -           | -           | 35     | 4      |
| 2020-2021             | Bari                  | C                     | 25+2       | 0          | CI              | 2               | 0               | -                  | -                  | -                  | -           | -           | -           | 29     | 0      |
| ago. 2021             | Bari                  | C                     | 1          | 0          | CI-C            | 1               | 0               | -                  | -                  | -                  | -           | -           | -           | 2      | 0      |
| Totale Bari           | Totale Bari           | Totale Bari           | 61         | 4          |                 | 5               | 0               |                    | -                  | -                  |             | -           | -           | 66     | 4      |
| set. 2021-2022        | Pordenone             | B                     | 19         | 0          | CI              | -               | -               | -                  | -                  | -                  | -           | -           | -           | 19     | 0      |
| 2022-gen. 2023        | Triestina             | C                     | 17         | 0          | CI-C            | 0               | 0               |                    | -                  | -                  |             | -           | -           | 17     | 0      |
| gen.-giu. 2023        | Alessandria           | C                     | 9+2        | 0          | CI-C            | -               | -               |                    | -                  | -                  |             | -           | -           | 11     | 0      |
| 2023-2024             | Lucchese              | C                     | 20         | 0          | CI-C            | 3               | 0               | -                  | -                  | -                  | -           | -           | -           | 23     | 0      |
| 2024-2025             | Lucchese              | C                     | 18         | 0          | CI-C            | 1               | 0               | -                  | -                  | -                  | -           | -           | -           | 19     | 0      |
| Totale Lucchese       | Totale Lucchese       | Totale Lucchese       | 38         | 0          |                 | 4               | 0               |                    | -                  | -                  |             | -           | -           | 42     | 0      |
| Totale carriera       | Totale carriera       | Totale carriera       | 358        | 13         |                 | 16              | 0               |                    | -                  | -                  |             | -           | -           | 374    | 13     |

## Palmarès

### Competizioni regionali
- Eccellenza: 1

Sestri Levante: 2011-2012

### Competizioni nazionali
- Campionato italiano di Serie B: 1

Carpi: 2014-2015